# ثقافة بوليفيا

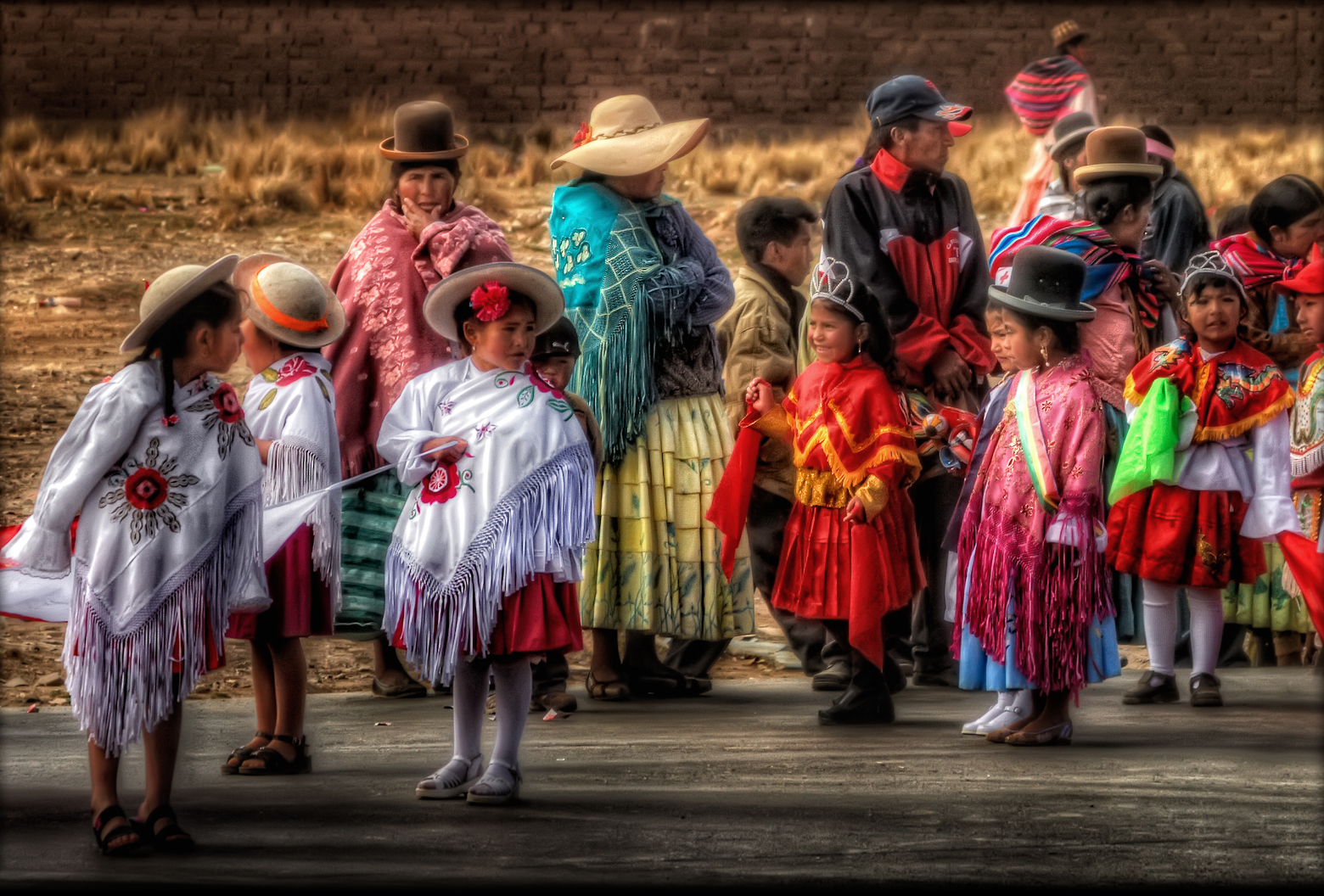
اللباس الشعبي التقليدي خلال مهرجانٍ في بوليفيا.

بوليفيا هي دولة تقعُ في قارَّةِ أمريكا الجنوبية حيثُ تحدها البرازيل من الشمال والشرق وباراغواي و‌الأرجنتين من الجنوب وتشيلي من الغرب ثمَّ بيرو من الغرب. يُمكن تقسيم الثقافة البُوليفيّة إلى ثلاث فترات مختلفة: فترة ما قبل الاستعمار، فترة الاستعمار ثمّ فترة ما بعد الاستعمار أو الفترة الحاليّة.
لا زالت بعض المناطق في بوليفيا تحتوي على آثارٍ أثرية مُهمَّة وزخارف ذهبية وفضية وآثار حجرية تعودُ لما قبلَ كولومبوس. تشملُ المواقع المُهمَّة من حيثُ الآثار في بوليفيا كل من تيواناكو، سمايباتا، إنكالاكتا وإسكانويا كما تزخرُ البلاد بمواقع أخرى يصعب الوصول إليها على ما يبدو من قِبل علماء الآثار.
لدى بوليفيا هندسة معمارية خاصّة بها؛ كما يُميّزها المجال الأدبي إلى حدٍ ما، وقد ساهمت الفترة الاستعمارية في تطوير ثقافة البلد نوعًا ما حينما برزَ عددٌ من الفنانين الماهرين وغير المعروفين في نفسِ الوقت بما في ذلك نحَّاتو الخشب، وصائغو الذهب و‌الفضَّة.

## المهرجانات
لا تزالُ الطقوس الوثنية من عهدِ ما قبل كولومبوس شائعةً خلال المهرجانات الدينية للسكان الأصليين والتي يتمُّ فيها ارتداء ملابس مُميّزة عُرف بها الهنود خلال القرن السادس عشر. يُعدُّ كرنفال أورورو السنوي من بين الفعاليات الفولكلورية الكبيرة في أمريكا الجنوبية كما هو الحال مع مهرجان أناتا أندينا ولو أنه أقل شُهرةً إلى حدٍ ما وكذا مهرجان بوجلاي الذي يُقام في منطقة ماشا في الثالث من أيّار/مايو كل عام.

## الرقصات

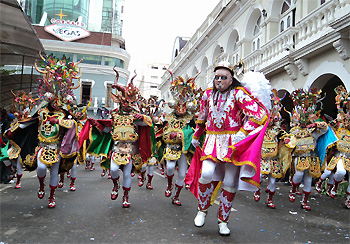
رقصة ديابلادا فِي كرنفال أورورو من روائع التراث الشفهي اللامادي للإنسانية منذ عام 2001 في بوليفيا

تحتوي الثقافة البوليفيّة على العديد من الرقصات والأغاني المستوحاة منَ الثقافات الأصلية وكذا الأوروبية. تُعتبر رقصة كابوراليس الرقصة البوليفية الأكثر شعبية في الوقت الحاضر بعدما تطوّرت خلال العقود الماضية لتُصبح رقصة شعبية وطنيّة وليست محدودة في المناطق التي نشأت فيها.
هذه قائمة مُصغَّرة بالرقصات التقليدية التي لا تزال تحظى بشعبية كبيرة في بوليفيا:
- أَوْكِي أَوْكِي
- كامبيتَاي
- شوتاس
- ديابلادا
- كولاوادا
- لاياميرادَا
- مورينادا
- بوكلاي
- أفرو-بوليفيان سايا
- سيكلَّا
- سُورِي سِيكُورِي
- تانغو
- تِينْكُو
- توباس
- وَاكَا وَاكَا
- ماشيتيروس
- تاكيراري
- شُوفِينَا

## الملابس

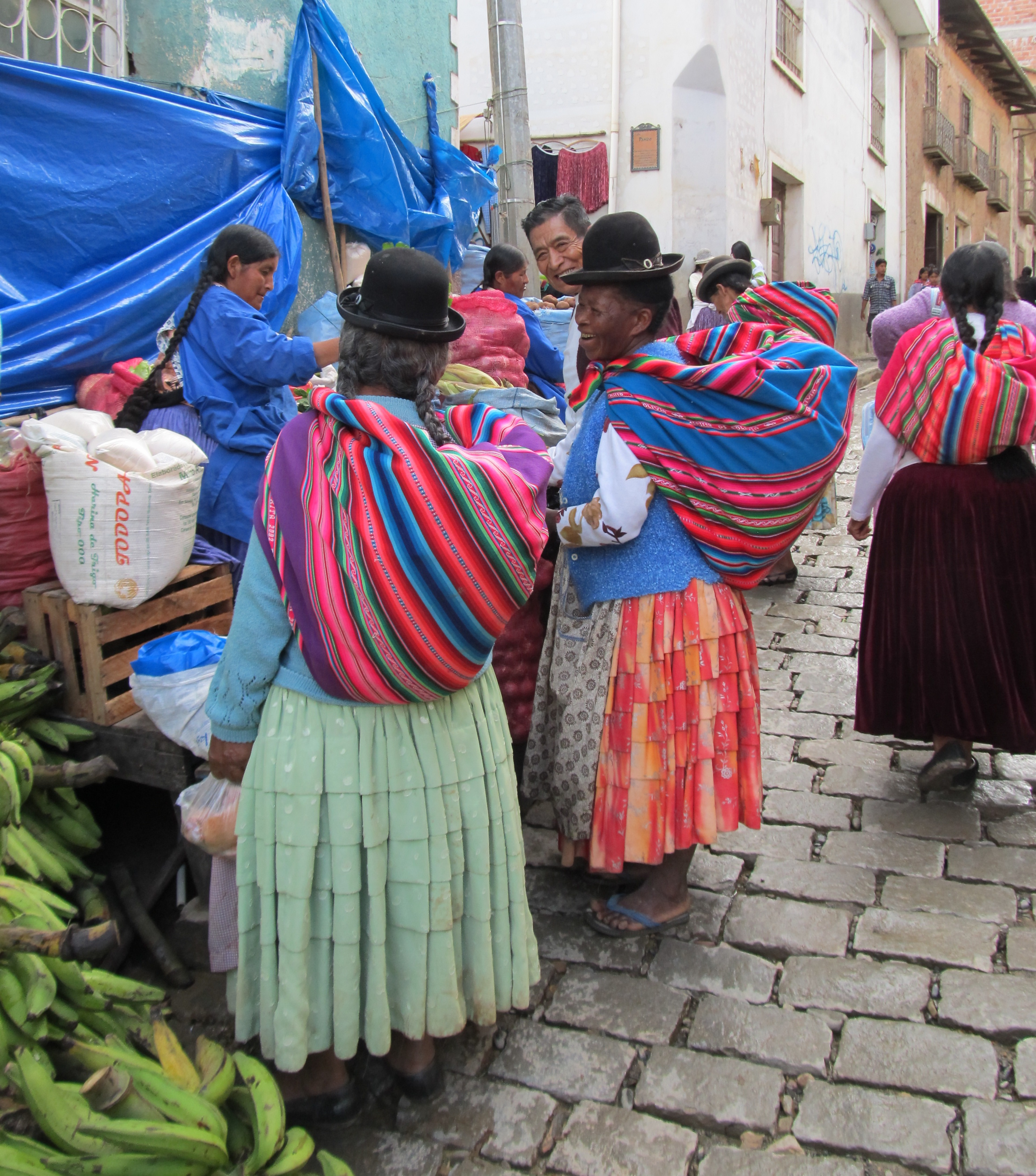
امرأة بوليفية من أصل أفريقي في كورويكو

تشملُ ملابس نساء بوليفيا الأصليّة ما يُعرفُ ببُولِيرَا وهي عبارةٌ عن تنورة مطوية وكذا الأرصوصة الأوروبية التي تعود إلى القرن التاسع عشر ثمَّ الشال الحريري الذي يُعرف محليًا باسمِ مانتا. لقد كانت بوليرا في الأصل لباسًا إسبانيًا بسيطًا أجبرت السلطات الاستعمارية الشعب على ارتدائه؛ بينما تُعدُّ اليوم رمزًا للفخر بالنسبة للسكان الأصليين الذين يعيشون في لاباز وللناس في المناطق الريفية. يرتدي سكان سانتا كروز دي لا سييرا من الأطفال إلى كبار السن نفس النوع من الملابس التقليدية في الدول الغربية مثلَ الجينز والسراويل القصيرة (الأكثر شيوعًا بسبب الحرارة) والقُمصان والفساتين وغيرها.

## الرياضات
تُعدُّ كرة القدم الرياضة الأكثر شعبيةً في بوليفيا؛ فالهيئة الحاكمة لكرة القدم في بوليفيا هي الاتحاد البوليفي الذي يسهر على تسيير مباريات الدوري ومباريات المنتخبات الوطنية بما في ذلك منتخب الرجال و‌منتخب السيّدات وكذا منتخب الصالات.
يحتلُّ المنتخب البوليفي لكرة القدم المرتبة 69 في العالم حاليًا بينما يبقى أفضلُ تصنيفٍ عالميّ احتله هو المرتبة الثامنة عشرة. شاركَ المنتخب البوليفي في كأس العالم ثلاث مرات وحضرَ في كوبا أمريكا 23 مرة بينما شاركَ في كأس القارات مرةً واحدةً.
لدى بوليفيا أعلى ملعبٍ لرياضة الجولف في العالم، أمَّا على مستوى رياضة مرة السلَّة فقد أنهى منتخب بوليفيا المركز الثامن في بطولة أمريكا الجنوبية لكرة السلة 2016 بينما يبقى أول فوزٍ للمنتخب في هذه الرياضة على منتخب الإكوادور بـ 75-74. من جهةٍ أخرى؛ فازَ منتخب بوليفيا الوطني للسيدات بالميدالية الفضية في بطولة أمريكا الجنوبية لكرة السلة للسيدات عام 1978.

## المطبخ
ينبعُ المطبخ البوليفي بعددٍ من الأطباق التي هي بالأساس مزيجٌ من المأكولات الإسبانية مع المكونات التقليدية البوليفية الأصلية مع التأثيرات اللاحقة من الألمان والإيطاليين والباسك والكروات والروس والبولنديين وذلكَ بسببِ وصول المُهاجرين من تلك البلدان. العناصر الأساسية الثلاثة التقليدية للمطبخ البوليفي هي الذرة والبطاطا والفاصولياء وقد تمَّ دمجُ هذه المكونات مع عددٍ من المواد الغذائية الأساسية التي جلبها الأوروبيون مثل الأرز والقمح واللحوم بما في ذلك لحم البقر ولحم الخنزير والدجاج.

## الموسيقى

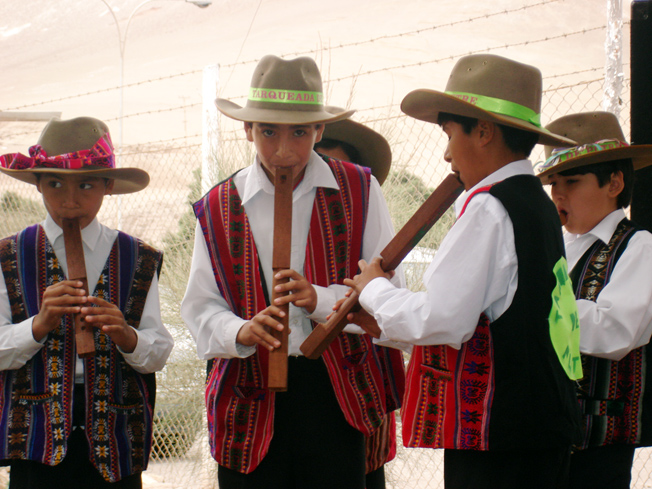
أطفال بوليفيين يعزفون التاركا

تُعدُّ الموسيقى الشعبية في بوليفيا مميزة ومتنوعة حيثُ تُعزَف بعض الأنواع أثناء المهرجانات والرقصات فيما تحتوي بعض الألحان على تأثيرات إسبانية قوية.
هذه قائمة مُصغَّرة بالآلات الموسيقية الأكثر شيوعًا في بوليفيا: 
- سِيكُو
- تَارْكَا أو ثَارْكَا
- بِينْكِلُو
- القيتار
- فلوت
- زَامْبُونَا
- ماتراكا
- ماندولينا
- تشارانغو